# هيو إيرفاين ويلسون
هيو إيرفاين ويلسون (بالإنجليزية: Hugh Irvine Wilson)‏ هو مهندس المناظر الطبيعية أمريكي، ولد في 13 نوفمبر 1879، وتوفي في 3 فبراير 1925.